# ゴールデンフェザント
ゴールデンフェザント（英：Golden Pheasant）は、アメリカ合衆国生産の競走馬。
イギリス・フランス・アメリカ・日本の4か国で走り通算22戦7勝。1990年のアーリントンミリオンステークス、1991年のジャパンカップの優勝馬。
現役引退後種牡馬となり日本に輸出されたが、2002年に中華人民共和国に再輸出された。
馬名は「黄金のキジ」を意味する。名前は「ゴールデン」でも、毛色は芦毛である。
※文中の馬齢は当時の日本で一般的であった数え年ではなく、現在使用されている方法に換算して表記する。

## 戦績
3歳の1989年にイギリスでデビューし、マイケル・ロバーツ騎手が騎乗して勝利。
以後は、チェスターヴァーズ（GIII）ではオールドヴィックの2着。アンソニー・クルーズ騎手に変更となったリス賞（GIII）はハナ差の2着で、GI初挑戦のサンクルー大賞もシェリフズスターの頭差2着。
続くニエル賞（GII）でようやく初重賞を制するが、大一番凱旋門賞（GI）はキャロルハウスの14着と初の惨敗を喫する。
4歳になるとアメリカに移籍する。クリス・マッキャロン騎手を背に、一般競走とジョンヘンリーハンデキャップ（GII）を連勝。その後はGI戦線に駒を進め、ハリウッドターフハンデキャップ4着、騎手がゲイリー・スティーヴンスとなったエディリードハンデキャップも3着に終わったが、アーリントンミリオンステークスでGI初制覇を果たす。
しかしその後は故障もあり、一年を休養に充てた。
5歳の9月に復帰し、アメリカで3走していずれも敗れた後、第11回ジャパンカップに出走。前走天皇賞・秋で1位入線しながら降着となったメジロマックイーンが圧倒的な一番人気で、二番人気以下はマジックナイト（マグナーテンの母）、ドラムタップス、ロックホッパーとヨーロッパからの遠征馬が上位人気を占めていた。故障明けの近走の成績もいま一つのため7番人気に過ぎなかったが、スローペースで進んで瞬発力勝負となったレースでは長い末脚を披露してマジックナイトに1馬身半の差をつけて優勝した。すると、翌日には社台グループの吉田善哉が種牡馬としての価値も考えて購入し、6歳以後は社台ファームの服色で出走することとなる。
6歳では7戦するがイングルウッドハンデキャップ（GIII）の1勝のみに終わり、現役引退した。

## 種牡馬として
1993年より社台スタリオンステーションで種牡馬となる。初年度産駒のトキオエクセレントが青葉賞（当時はGIII）を勝ち脚光を浴びたが、気性難を抱える産駒も多く、その後の成績は伸び悩んだ。トキオエクセレントも後に去勢され、せん馬として競走生活を送っている。
また、社台スタリオン系統の種牡馬でありながら、社台系統以外の牧場で生産された馬の比率が非常に高かった。現時点で他の重賞勝ち馬はヤマニンアラバスタ（いずれもGIIIの新潟記念・府中牝馬ステークス勝ち）のみである。レックススタッドに移動した後にシンジケートも解散され、2002年には中国に輸出（寄贈）された。
2007年7月25日死亡。後継種牡馬に日本から輸出された牝馬との間に産まれたSai Ke（賽可）、Sai Wu（賽武）、Victorious（捷報頻傳）がいる。
なお、ブルードメアサイアー（母の父）としては、トップガンジョー（2006年エプソムカップ、新潟記念）などを輩出している。

## 血統表
| ゴールデンフェザント(Golden Pheasant)の血統グレイソヴリン系 / Nasrullah4×5＝9.38% | ゴールデンフェザント(Golden Pheasant)の血統グレイソヴリン系 / Nasrullah4×5＝9.38% | ゴールデンフェザント(Golden Pheasant)の血統グレイソヴリン系 / Nasrullah4×5＝9.38% | （血統表の出典）  | （血統表の出典） |
| 父 Caro 1967 芦毛 アイルランド                                                    | 父の父*フォルティノ Fortino 1959 芦毛 フランス                                    | Grey Sovereign                                                                    | Nasrullah         | Nasrullah        |
| 父 Caro 1967 芦毛 アイルランド                                                    | 父の父*フォルティノ Fortino 1959 芦毛 フランス                                    | Grey Sovereign                                                                    | Kong              |                  |
| 父 Caro 1967 芦毛 アイルランド                                                    | 父の父*フォルティノ Fortino 1959 芦毛 フランス                                    | Ranavalo                                                                          | Relic             | Relic            |
| 父 Caro 1967 芦毛 アイルランド                                                    | 父の父*フォルティノ Fortino 1959 芦毛 フランス                                    | Ranavalo                                                                          | Navarra           |                  |
| 父 Caro 1967 芦毛 アイルランド                                                    | 父の母Chambord 1955 栗毛 イギリス                                                 | Chamossaire                                                                       | Precipitation     | Precipitation    |
| 父 Caro 1967 芦毛 アイルランド                                                    | 父の母Chambord 1955 栗毛 イギリス                                                 | Chamossaire                                                                       | Snowberry         |                  |
| 父 Caro 1967 芦毛 アイルランド                                                    | 父の母Chambord 1955 栗毛 イギリス                                                 | Life Hill                                                                         | Solario           | Solario          |
| 父 Caro 1967 芦毛 アイルランド                                                    | 父の母Chambord 1955 栗毛 イギリス                                                 | Life Hill                                                                         | Lady of the Snows |                  |
| 母 Perfect Pigeon 1971 鹿毛 アメリカ                                              | 母の父Round Table 1954 鹿毛 アメリカ                                              | Princequillo                                                                      | Prince Rose       | Prince Rose      |
| 母 Perfect Pigeon 1971 鹿毛 アメリカ                                              | 母の父Round Table 1954 鹿毛 アメリカ                                              | Princequillo                                                                      | Cosquilla         |                  |
| 母 Perfect Pigeon 1971 鹿毛 アメリカ                                              | 母の父Round Table 1954 鹿毛 アメリカ                                              | Knight's Daughter                                                                 | Sir Cosmo         | Sir Cosmo        |
| 母 Perfect Pigeon 1971 鹿毛 アメリカ                                              | 母の父Round Table 1954 鹿毛 アメリカ                                              | Knight's Daughter                                                                 | Feola             |                  |
| 母 Perfect Pigeon 1971 鹿毛 アメリカ                                              | 母の母Pink Pigeon 1964 芦毛 アメリカ                                              | T.V. Lark                                                                         | Indian Hemp       | Indian Hemp      |
| 母 Perfect Pigeon 1971 鹿毛 アメリカ                                              | 母の母Pink Pigeon 1964 芦毛 アメリカ                                              | T.V. Lark                                                                         | Miss Larksfly     |                  |
| 母 Perfect Pigeon 1971 鹿毛 アメリカ                                              | 母の母Pink Pigeon 1964 芦毛 アメリカ                                              | Ruwenzori                                                                         | Oil Capitol       | Oil Capitol      |
| 母 Perfect Pigeon 1971 鹿毛 アメリカ                                              | 母の母Pink Pigeon 1964 芦毛 アメリカ                                              | Ruwenzori                                                                         | Runanda F-No.3-o  |                  |

- 近親（半姉Pink Doveの孫）にベッラレイア（GIIフローラステークス、優駿牝馬2着）。

## エピソード
- アメリカ移籍後、ジャパンカップまでの共同馬主はNHLロサンゼルス・キングスのオーナー、ブルース・マクネイルと、殿堂入りしたスター選手ウェイン・グレツキー（当時キングス所属）であった。
- 本馬のジャパンカップ優勝を記念して、日本中央競馬会からアーリントンパーク競馬場に日本の桜が寄贈され、パドックに彩りを加えている。